# Vice Chief of Space Operations
Der Vice Chief of Space Operations (VCSO) ist ein Amt, das von einem Viersternegeneral in der United States Space Force ausgeübt wird. Der VCSO ist der stellvertreter des Chief of Space Operations (CSO) und arbeitet während der Abwesenheit des CSO mit der vollen Autorität. Der Amtsinhaber besitzt die zweithöchste Position in der U.S. Space Force und entspricht den Positionen der Vice Chiefs anderer Dienste. Der aktuelle Vice Chief of Space Operations ist General Michael Guetlein.

## Liste der Vice Chief’s of Space Operations
| Nr. | Rang    | Name              | Bild | Beginn der Berufung | Ende der Berufung |
| --- | ------- | ----------------- | ---- | ------------------- | ----------------- |
| 1   | General | David D. Thompson |      | 2. Okt. 2020        | 14. Dez. 2023     |
| 2   | General | Michael Guetlein  |      | 19. Dez. 2023       |                   |